# Рајхенбах-Штеген
Рајхенбах-Штеген (њем. Reichenbach-Steegen) општина је у њемачкој савезној држави Рајна-Палатинат. Једно је од 50 општинских средишта округа Кајзерслаутерн. Према процјени из 2010. у општини је живјело 1.460 становника. Посједује регионалну шифру (AGS) 7335501.

## Географски и демографски подаци
Рајхенбах-Штеген се налази у савезној држави Рајна-Палатинат у округу Кајзерслаутерн. Општина се налази на надморској висини од 280 метара. Површина општине износи 15,1 km². У самом мјесту је, према процјени из 2010. године, живјело 1.460 становника. Просјечна густина становништва износи 97 становника/km².

## Међународна сарадња
| Мјесто | Држава    | Врста сарадње | Од    |
| ------ | --------- | ------------- | ----- |
|        | Француска | партнерство   | 1978. |
|        | Француска | партнерство   | 1968. |
| Извор  |           |               |       |